# لیک بل‌ودر استیتس (فلوریدا)
لیک بل‌ودر استیتس (به انگلیسی: Lake Belvedere Estates) یک منطقهٔ مسکونی در ایالات متحده آمریکا است که در شهرستان پام بیچ، فلوریدا واقع شده‌است. لیک بل‌ودر استیتس ۱٫۵ کیلومتر مربع مساحت و ۱٬۵۲۵ نفر جمعیت دارد و ۵ متر بالاتر از سطح دریا واقع شده‌است.